# Binnageona michigeona
Binnageona michigeona (hangul: 빛나거나 미치거나) – południowokoreański serial telewizyjny emitowany na antenie MBC. Serial był emitowany od 19 stycznia do 7 kwietnia 2015 roku, w poniedziałki i wtorki o 22:00, liczy 24 odcinki. Według Nielsen Korea odcinek 12 osiągnął najwyższą oglądalność (14,3%), a według TNMS odcinek 14 (12,4%). Główne role odgrywają w nim Jang Hyuk, Oh Yeon-seo, Lee Ha-nui i Lim Ju-hwan.
Serial jest inspirowany powieścią o tym samym tytule autorstwa Hyun Go-woon. Serial kręcony był na planie Dae Jang-geum Park.

## Obsada
| - Jang Hyuk jako Wang So (później król Gwangjong) - Choi Han jako młodszy Wang So - Oh Yeon-seo jako Shin Yool / Gaebong - Lee Ha-nui jako Hwangbo Yeo-won (później królowa Daemok) - Lim Ju-hwan jako Wang Wook (ojciec króla Seongjonga) - Lee Deok-hwa jako Wang Sik-ryeom - Ryu Seung-soo jako król Jeongjong Otoczenie Wang So - Kim Roi-ha jako Eun-chun - Shin Seung-hwan jako Gil-bok - Ji Soo-won jako Cesarzowa Wdowa Yoo Otoczenie Shin Yool - Heo Jung-min jako Yang Gyu-dal - Kim Sun-young jako Baek Myo - Ahn Gil-kang jako Kang-myung - Jung Woo-shik jako Kyung - Lee Eun-soo jako Chun-ah - Jung Jae-hyung jako Na-moo Otoczenie Hwangbo Yeo-won - Na Jong-chan jako Se-won - Kim Young-sun jako Yum Shil | Otoczenie Wang Sik-ryeom - Kang Ki-young jako Wang Poong - Park Hyun-woo jako Park Sool Rząd - Kim Byung-ok jako Ji-mong - Woo Sang-jeon jako Hwangbo Je-gong - Seo Bum-suk jako Wang Gye - Kim Jin-ho jako Park Soo-kyung - Lee Jung-hoon jako Yoo Kwon-yool - Song Young-jae jako Yoo Mok-won - Ahn Suk-hwan jako Kim Jong-shik - Choi Jae-ho jako Hwang Gyu-ui - Kim Kwang-shik jako Baek Choong-hyun Książęta - Ji Eun-sung jako Wang Won - Shin Jung-yoon jako Wang Rim - Ha Dae-ro jako Wang Moon - Yoon Dae-yong jako Wang Jik - Park Sun-ho jako Wang Wi - Yeo Ui-joo jako Wang Jong Inni - Jin Seo-yeon jako Geum Sun - Na Hye-jin jako Chun-ok - Hwang Ji-ni jako Ryung-hwa - Nam Kyung-eup jako Wang Geon - Kim Bub-rae jako generał Kwak |

## Oglądalność
| No. | Data emisji           | Oglądalność | Oglądalność |
| No. | Data emisji           | TNmS        | AGB Nielsen |
| --- | --------------------- | ----------- | ----------- |
| 1   | 19 stycznia 2015(dts) | 7,6%        | 7,9%        |
| 2   | 20 stycznia 2015(dts) | 8,0%        | 8,2%        |
| 3   | 26 stycznia 2015(dts) | 8,6%        | 9,8%        |
| 4   | 27 stycznia 2015(dts) | 9,9%        | 10,2%       |
| 5   | 2 lutego 2015(dts)    | 8,4%        | 9,8%        |
| 6   | 3 lutego 2015(dts)    | 9,1%        | 9,4%        |
| 7   | 9 lutego 2015(dts)    | 8,7%        | 9,3%        |
| 8   | 10 lutego 2015(dts)   | 9,4%        | 11,0%       |
| 9   | 16 lutego 2015(dts)   | 9,4%        | 11,2%       |
| 10  | 17 lutego 2015(dts)   | 11,5%       | 10,9%       |
| 11  | 23 lutego 2015(dts)   | 11,5%       | 13,1%       |
| 12  | 24 lutego 2015(dts)   | 12,3%       | 14,3%       |
| 13  | 2 marca 2015(dts)     | 9,9%        | 11,9%       |
| 14  | 3 marca 2015(dts)     | 12,4%       | 13,2%       |
| 15  | 9 marca 2015(dts)     | 10,2%       | 11,6%       |
| 16  | 10 marca 2015(dts)    | 11,7%       | 12,9%       |
| 17  | 16 marca 2015(dts)    | 11,3%       | 11,7%       |
| 18  | 17 marca 2015(dts)    | 11,4%       | 12,9%       |
| 19  | 23 marca 2015(dts)    | 10,7%       | 11,4%       |
| 20  | 24 marca 2015(dts)    | 11,4%       | 13,9%       |
| 21  | 30 marca 2015(dts)    | 11,2%       | 12,1%       |
| 22  | 31 marca 2015(dts)    | 9,5%        | 10,2%       |
| 23  | 6 kwietnia 2015(dts)  | 10,8%       | 11,5%       |
| 24  | 7 kwietnia 2015(dts)  | 11,5%       | 13,0%       |